# Land- und Stadtgericht Gostyń
Das Land- und Stadtgericht Gostyń war von 1834 bis 1849 ein preußisches Land- und Stadtgericht mit Sitz in Gostyń.

## Geschichte
Nach dem Ende der Franzosenzeit wurde die der französische Gerichtsorganisation entsprechende Gerichtsorganisation im Herzogtum Warschau 1815 zunächst von Preußen übernommen. Das Friedensgericht Gostyń wurde fortgeführt und dem Landgericht Fraustadt zugeordnet. 1834 wurde die Gerichtsorganisation geändert und einheitlich Land- und Stadtgerichte gebildet. In dem -nun verkleinerten- Sprengel des Oberlandesgerichtes Posen bestanden 20 dieser Gerichte, darunter das Land- und Stadtgericht Gostyń.
Das Land- und Stadtgericht Gostyń war für einen Teil des Kreises Kröben zuständig. Dazu gehörten die Städte Gostyń mit 2119 Einwohnern (1838), Kröben mit 1254 Einwohnern und Sandberg mit 528 Einwohnern sowie 95 Dorfschaften mit 15.303 Einwohnern. Zusammen gab es damit 19.205 Gerichtseingesessene. 
Am Gericht waren ein Direktor, zwei Richter, vier Subalterne und drei Unterbeamte beschäftigt. Es war damit ein Land- und Stadtgericht 1. Klasse. Diese wirkten bei wesentlichen Fällen als Kollegialorgan.
1849 wurden die Land- und Stadtgerichte aufgelöst und durch Kreisgerichte ersetzt. Damit entstand die Gerichtsdeputation Gostyń des Kreisgerichts Rawicz im Sprengel des Appellationsgerichts Posen.